# Kościół św. Ludwika w Darmstadt
Kościół św. Ludwika (niem. St. Ludwig) – klasycystyczna świątynia rzymskokatolicka znajdująca się w niemieckim mieście Darmstadt.

## Historia
Kamień węgielny pod budowę kościoła wmurowano 16 września 1822 roku. Budynek wznoszono do 1827 roku wg planów Georga Mollera, była to pierwsza katolicka świątynia na terenie dawnego landgrafostwa Hesji-Darmstadt od czasów wprowadzenia reformacji. Patronem świątyni został król Francji Ludwik IX Święty, imiennik wielkiego księcia Hesji Ludwika I, który udostępnił teren na budowę i pokrył część kosztów budowy. Wnętrze przebudowano w 1834 i 1841 roku, a w latach 1909–1910 odnowiono wyposażenie. Świątynia została zniszczona podczas bombardowania z 11 września 1944 roku, odbudowano ją w uproszczonej formie w latach 50. XX wieku. W 1994 roku zakończono renowację elewacji, a w 2005 roku – wnętrza kościoła.

## Architektura i wyposażenie
Świątynia klasycystyczna, wzniesiona na planie centralnym, wzorowana na rzymskim Panteonie. Proporcje budynku odpowiadają złotemu podziałowi, ma 35 m wysokości i 43 m średnicy. Kopuła o średnicy 33 m wznosi się na 28 korynckich kolumnach. Elewacje świątyni dekorują pilastry. Jedynym źródłem światła jest przeszklony witrażem oculus z przedstawieniem Trójcy Świętej. Do kościoła wchodzi się przez niszę pod naczółkiem, nie zrealizowano planowanego przez Mollera portyku. Ołtarz i mozaika z postacią anioła pochodzą z II połowy XX wieku, wykonała je wiedeńska artystka Clarisse Schrack-Praun. Za wygląd otoczenia ołtarza odpowiada Elmar Hillebrand. Wewnątrz znajdują się również nagrobki księżniczki Matyldy Karoliny Bawarskiej (zm. 1862) i księcia Fryderyka z Hesji-Darmstadt (zm. 1867). 44-głosowe organy wykonano w 2005 roku w warsztacie Claudiusa Winterhaltera z Oberharmersbach, ich dyspozycja wzorowana jest na instrumentach francuskiego organmistrza Aristide’a Cavaillé’ego-Colla.

## Galeria

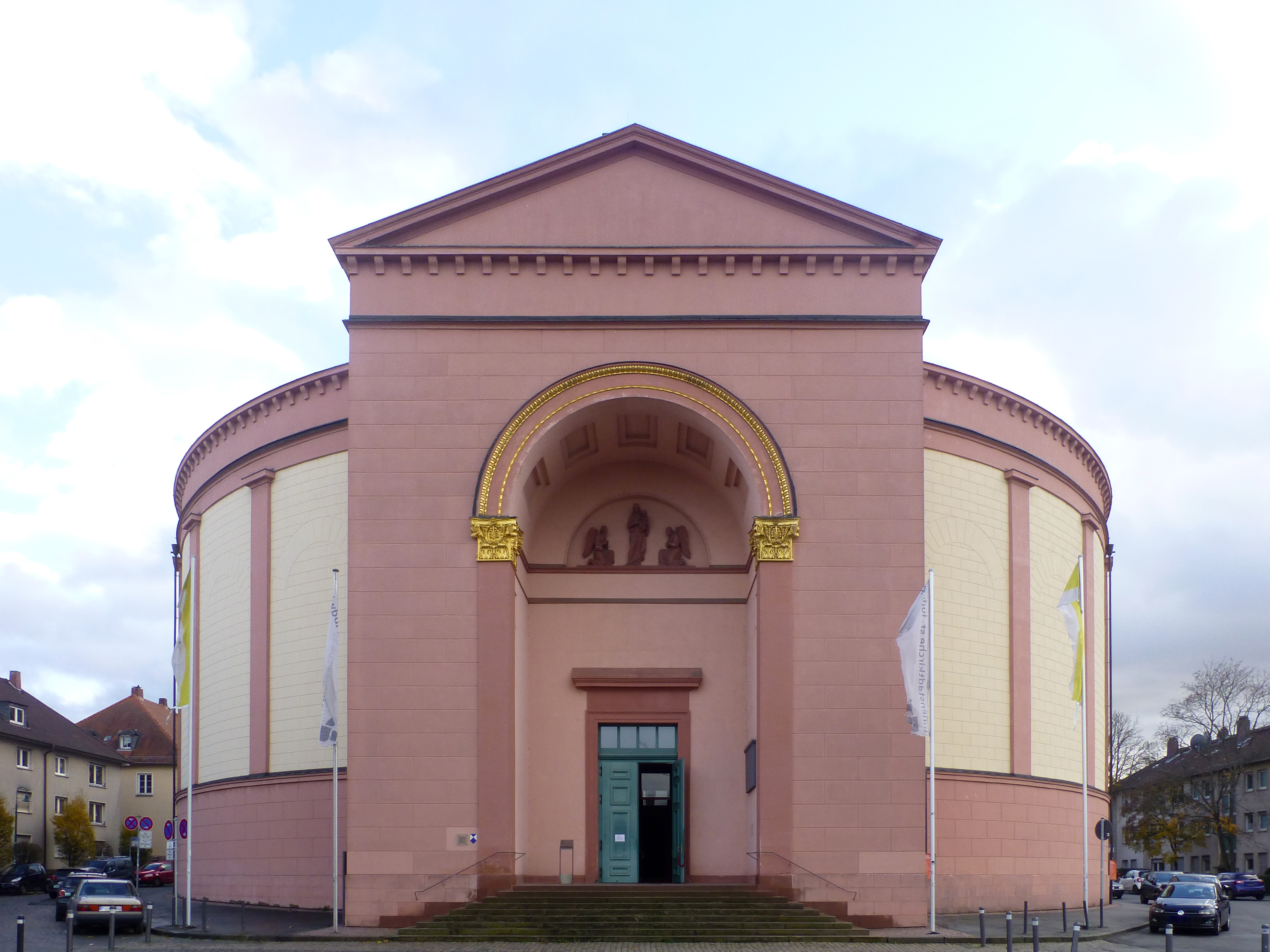
Fasada
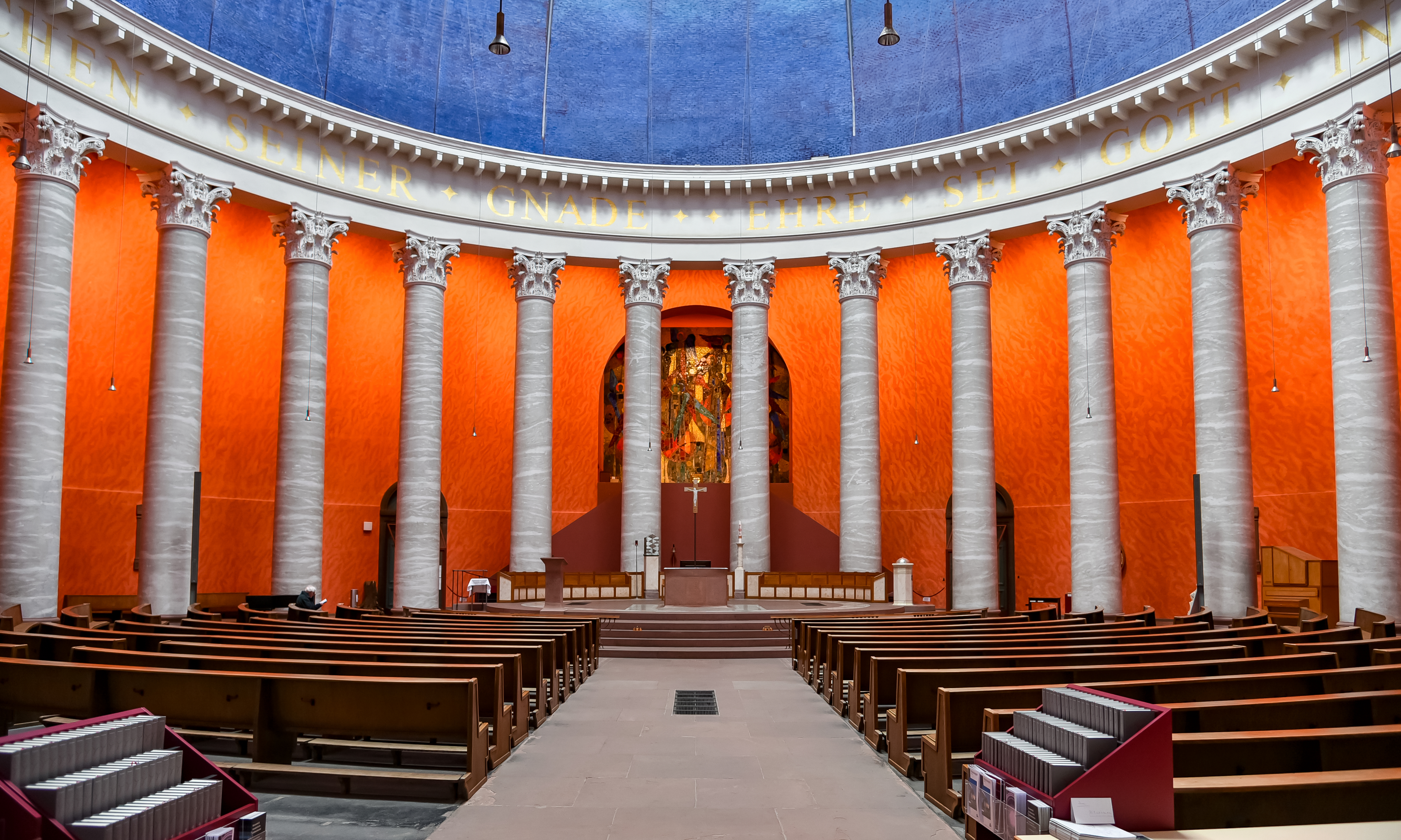
Wnętrze
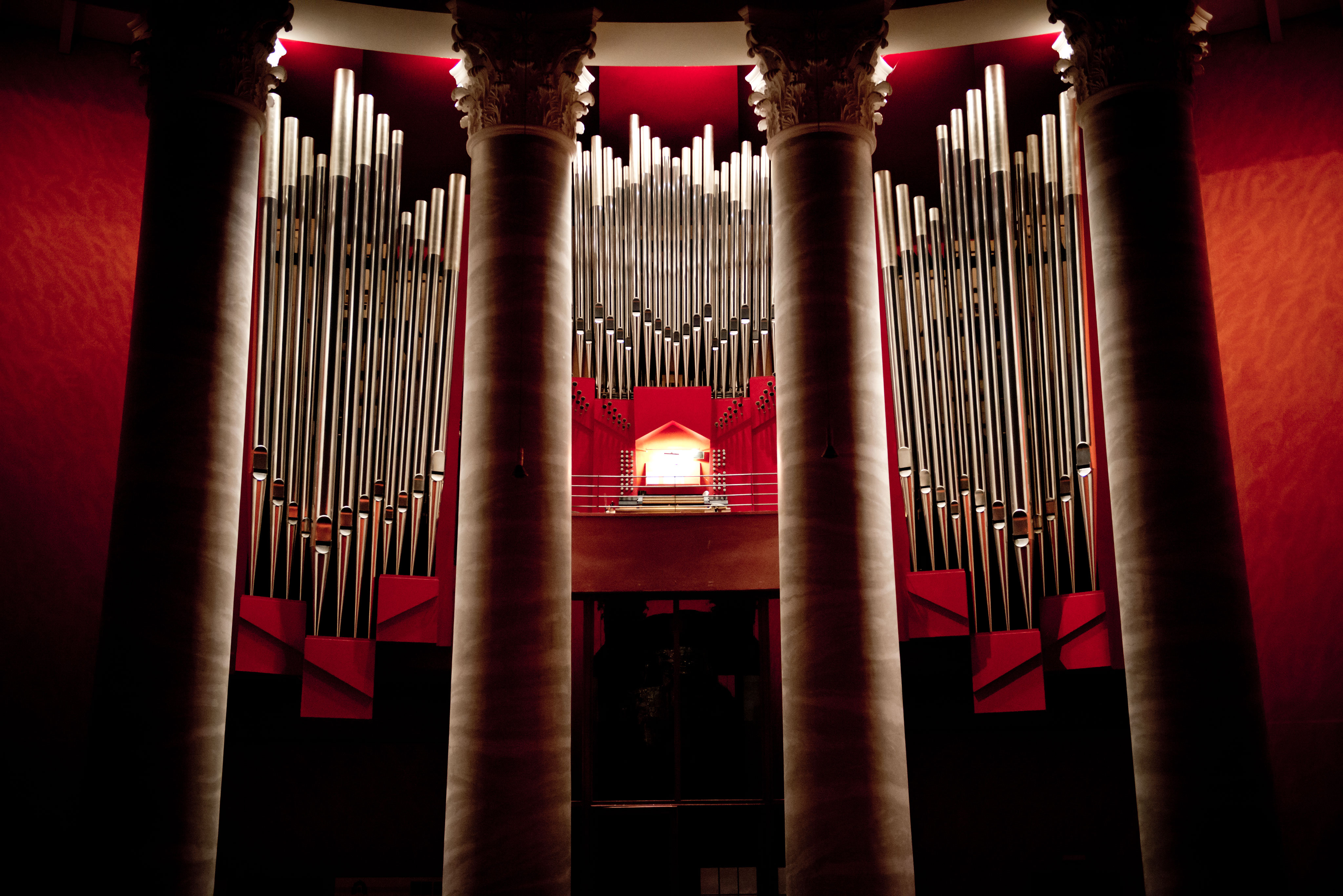
Organy